# Parafia wojskowa Chrystusa Króla Wszechświata w Kazuniu Nowym
Parafia wojskowa pw. Chrystusa Króla Wszechświata w Kazuniu Nowym jest podporządkowana bezpośrednio Wikariuszowi Biskupiemu ds. Koordynacji Pracy Dziekanów. Do roku 2012 parafia należała do Warszawskiego Dekanatu Wojskowego).
Jej proboszczem jest ks. por. dr Robert Dębiński. Obsługiwana przez księży diecezjalnych. Erygowana 1 lipca 1993.